# Primeiro pré-molar inferior
O Primeiro pré-molar inferior é um dente inserido osso mandibular.